# Emine Göğebakan
Emine Göğebakan, född 12 augusti 2001 i Çanakkale, är en turkisk taekwondoutövare.

## Karriär
I maj 2022 vid EM i Manchester tog Göğebakan silver i 46 kg-klassen efter att ha förlorat finalen mot kroatiska Lena Stojković.